# Tour du Portugal 2010
La 72e édition du Tour du Portugal a eu lieu du 4 au 15 août 2010. La course qui est inscrite au calendrier de l'UCI Europe Tour 2010 en catégorie 2.1 est composée de 10 étapes en ligne et d'un prologue.

## Les équipes
| Catégorie                           | Équipe                             | Code |
| ----------------------------------- | ---------------------------------- | ---- |
| UCI ProTour                         | Lampre-Farnese Vini                | LAM  |
| Équipe continentale professionnelle | Andalucia-Cajasur                  | ACA  |
| Équipe continentale professionnelle | BBox Bouygues Telecom              | BTL  |
| Équipe continentale professionnelle | CarmioOro-NGC                      | CMO  |
| Équipe continentale professionnelle | ISD-Neri                           | ISD  |
| Équipe continentale professionnelle | Saur-Sojasun                       | SAU  |
| Équipe continentale professionnelle | Xacobeo Galicia                    | XGA  |
| Équipe continentale                 | Amore & Vita-Conad                 | AMO  |
| Équipe continentale                 | Barbot-Siper                       | BSP  |
| Équipe continentale                 | Caja Rural                         | CJR  |
| Équipe continentale                 | Centro Ciclismo de Loule-Louletano | LLA  |
| Équipe continentale                 | LA-Rota dos Móveis                 | ALU  |
| Équipe continentale                 | Madeinox-Boavista                  | MAD  |
| Équipe continentale                 | Palmeiras Resort-Tavira            | PAL  |
| Équipe continentale                 | Rabobank Continental               | RAB  |
| Équipe continentale                 | Sélection portugaise               | POR  |

## Les étapes
| Détail         | Date    | Villes étapes                              | km    | Vainqueur d'étape | Leader du classement général |
| Prologue       | 4 août  | Viseu - Viseu                              | 5.5   | Jimmy Engoulvent  | Jimmy Engoulvent             |
| 1re étape      | 5 août  | Gouveia - Oliveira de Azeméis              | 188   | Oleg Chuzhda      | Oleg Chuzhda                 |
| 2e étape       | 6 août  | Aveiro - Santo Tirso                       | 152.4 | Sérgio Ribeiro    | Oleg Chuzhda                 |
| 3e étape       | 7 août  | Santo Tirso - Viana do Castelo             | 173.7 | Jimmy Casper      | Cândido Barbosa              |
| 4e étape       | 8 août  | Barcelos - Mondim de Basto (Sra. de Graça) | 175,8 | David Blanco      | David Blanco                 |
| 5e étape       | 10 août | Fafe - Lamego                              | 172,4 | José Herrada      | David Blanco                 |
| 6e étape       | 11 août | Moimenta da Beira - Castelo Branco         | 221,1 | Joaquín Ortega    | David Blanco                 |
| 7e étape       | 12 août | Idanha-a-Nova - Seia (Torre)               | 168   | David Blanco      | David Blanco                 |
| 8e étape       | 13 août | Oliveira-Hospital - Oliveira do Bairro     | 169,9 | Sérgio Ribeiro    | David Blanco                 |
| 9e étape (Clm) | 14 août | Pedrogão (pt) - Leiria                     | 32,6  | David Bernabéu    | David Blanco                 |
| 10e étape      | 15 août | Sintra - Lisbonne                          | 154,2 | Cândido Barbosa   | David Blanco                 |

## Classement général
| #   | Coureur          | Équipe             |    | Temps            |
| --- | ---------------- | ------------------ | -- | ---------------- |
| 1.  | David Blanco     | Palmeiras Resort   | en | 40 h 23 min 01 s |
| 2.  | David Bernabéu   | Barbot-Siper       | +  | 37 s             |
| 3.  | Sergio Pardilla  | Carmiooro-NGC      |    | 1 min 49 s       |
| 4.  | Patrik Sinkewitz | ISD-Neri           |    | 1 min 56 s       |
| 5.  | Hernâni Brôco    | LA-Rota dos Móveis |    | 2 min 06 s       |
| 6.  | Rui Sousa        | Barbot-Siper       |    | 2 min 29 s       |
| 7.  | Hugo Sabido      | Barbot-Siper       |    | 3 min 54 s       |
| 8.  | Ricardo Mestre   | Palmeiras Resort   |    | 4 min 41 s       |
| 9.  | André Cardoso    | Palmeiras Resort   |    | 4 min 44 s       |
| 10. | Vitor Rodrigues  | Caja Rural         |    | 4 min 52 s       |